# 전북특별자치도의 유형문화재 (제101호 ~ 제200호)
전북특별자치도 유형문화재는 지방유형문화재 중에서 전북특별자치도에 있는 문화재를 의미한다.

## 지정 목록

### 제101호 ~ 제200호
| 번호  | 사진 | 명칭                                                                                            | 소재지                                     | 관리자 (단체)                | 지정일                                                            | 참조 |
| 101호 |      | 위도관아 (蝟島官衙)                                                                             | 전북 부안군 위도면 진리 156-3              | 부안군                       | 1982년 8월 30일 지정                                              |      |
| 102호 |      | 백련사정관당부도 (白蓮寺靜觀堂浮屠)                                                             | 전북 무주군 설천면 삼공리 산936-1          | 백련사                       | 1982년 8월 30일 지정                                              |      |
| 103호 |      | 전주이씨칠산군파종중문서 (全州李氏漆山君派宗中文書)                                             | 전북 전주시 덕진구 송천동2가 561-1         | 이춘재                       | 1982년 8월 30일 지정                                              |      |
| 104호 |      | 조필달장군유물 (趙必達將軍遺物)                                                                 | 전북 김제시 복죽동 142 동진수리민속박물관  | 조형곤                       | 1983년 8월 24일 지정                                              |      |
| 105호 |      | 장태수선생유물 (張泰秀先生遺物)                                                                 | 전북 김제시 금구면 상신리 65               | 조정자                       | 1983년 8월 24일 지정                                              |      |
| 106호 |      | 만취정 (晩翠亭)                                                                                 | 전북 임실군 삼계면 산수리 234              | 김학종                       | 1983년 8월 24일 지정                                              |      |
| 107호 |      | 난중잡록 (亂中雜錄)                                                                             | 전북 남원시 주천면 은송리 204              | 조용석                       | 1984년 9월 20일 지정                                              |      |
| 108호 |      | 진묵대사부도 (震默大師浮屠)                                                                     | 전북 완주군 용진읍 간중리 산70-1           | 봉서사                       | 1984년 9월 20일 지정                                              |      |
| 109호 |      | 안심사계단및승탑군 (安心寺戒壇및僧塔群)                                                         | 전북 완주군 운주면 완창리 26               | 안심사                       | 1984년 9월 20일 지정, 2005년 6월 23일 해제, 보물 제1434호로 승격  |      |
| 110호 |      | 안심사사적비 (安心寺事蹟碑)                                                                     | 전북 완주군 운주면 완창리 23               | 안심사                       | 1984년 9월 20일 지정                                              |      |
| 111호 |      | 이재난고 (頤齋亂藁)                                                                             | 전북 고창군 성내면 조동리 353              | 황병관                       | 1984년 9월 20일 지정                                              |      |
| 112호 |      | 신흥사대웅전 (新興寺大雄殿)                                                                     | 전북 임실군 관촌면 상월리 360              | 신흥사                       | 1985년 8월 16일 지정                                              |      |
| 113호 |      | 신광사대웅전 (新光寺大雄殿)                                                                     | 전북 장수군 천천면 비룡리 38               | 신광사                       | 1985년 8월 16일 지정                                              |      |
| 114호 |      | 선국사대웅전 (善國寺大雄殿)                                                                     | 전북 남원시 산곡동 419                     | 선국사                       | 1985년 8월 16일 지정                                              |      |
| 115호 |      | 익산향교대성전 (益山鄕校大成殿)                                                                 | 전북 익산시 금마면 동고도리 389-1          | 익산향교전교                 | 1985년 8월 16일 지정                                              |      |
| 116호 |      | 고산향교대성전 (高山鄕校大成殿)                                                                 | 전북 완주군 고산면 읍내리 143외 6필지      | 고산향교                     | 1985년 8월 16일 지정                                              |      |
| 117호 |      | 불주사대웅전 (佛住寺大雄殿)                                                                     | 전북 군산시 나포면 장상리 836              | 불주사                       | 1985년 8월 16일 지정                                              |      |
| 118호 |      | 망제동석불입상 (望帝洞石佛立像)                                                                 | 전북 정읍시 망제동 산75-1                  | 정읍시                       | 1985년 8월 16일 지정                                              |      |
| 119호 |      | 선원사약사전 (禪院寺藥師殿)                                                                     | 전북 남원시 도통동 395                     | 선원사                       | 1986년 9월 8일 지정                                               |      |
| 120호 |      | 세전리석불입상 (細田里石佛立像)                                                                 | 전북 남원시 송동면 세전리 산17             | 남원시                       | 1986년 9월 8일 지정                                               |      |
| 121호 |      | 태인향교만화루 (泰仁鄕校萬化樓)                                                                 | 전북 정읍시 태인면 태성리 182-1            | 향교전교                     | 1986년 9월 8일 지정                                               |      |
| 122호 |      | 선운사백파율사비 (禪雲寺 白坡律師碑)                                                            | 전북 고창군 아산면 삼인리 500              | 선운사                       | 1986년 9월 9일 지정                                               |      |
| 123호 |      | 청림리석불좌상 (靑林里石佛坐像)                                                                 | 전북 부안군 상서면 감교리 714              | 개암사                       | 1986년 9월 8일 지정                                               |      |
| 124호 |      | 내소사삼층석탑 (來蘇寺三層石塔)                                                                 | 전북 부안군 진서면 석포리 268              | 내소사                       | 1986년 9월 8일 지정                                               |      |
| 125호 |      | 내소사설선당과요사 (來蘇寺設禪堂과寮舍)                                                         | 전북 부안군 진서면 석포리 268              | 내소사                       | 1986년 9월 8일 지정                                               |      |
| 126호 |      | 개암사동종 (開岩寺銅鐘)                                                                         | 전북 부안군 상서면 감교리 714              | 개암사                       | 1986년 9월 8일 지정                                               |      |
| 127호 |      | 함벽정 (涵碧亭)                                                                                 | 전북 익산시 왕궁면 동용리 산 572-4         | 익산시                       | 1986년 9월 8일 지정                                               |      |
| 128호 |      | 과립리석불입상 (科笠里石佛立像)                                                                 | 전북 남원시 이백면 과립리 520-1            | 남원시                       | 1987년 4월 28일 지정                                              |      |
| 129호 |      | 황방촌영정 (黃厖村影幀)                                                                         | 전북 진안군 안천면 백화리 905              | 화산서원                     | 1987년 4월 28일 지정                                              |      |
| 130호 |      | 수사공강응환가전유물 (水使公姜膺煥家傳遺物)                                                     | 전북 고창군 성송면 암치리 319              | 강성욱                       | 1989년 1월 9일 지정                                               |      |
| 131호 |      | 연안이씨이유길가전고문서 (延安李氏李有吉家傳古文書)                                             | 전북 전주시                                | 이호룡                       | 1989년 1월 9일 지정                                               |      |
| 132호 |      | 노성당 (老星堂)                                                                                 | 전북 군산시 임피면 읍내리 422              | 노성당(사단법인대한노인회)   | 1990년 6월 30일 지정                                              |      |
| 133호 |      | 군자정 (君子亭)                                                                                 | 전북 정읍시 고부면 고부리 65               | 고부노인회                   | 1990년 6월 30일 지정                                              |      |
| 134호 |      | 남계정 (南溪亭)                                                                                 | 전북 완주군 구이면 두현리 71               | 통천김씨진산공파종중         | 1990년 6월 30일 지정                                              |      |
| 135호 |      | 운서정 (雲棲亭)                                                                                 | 전북 임실군 관촌면 덕천리 산52-3           | 김태진                       | 1990년 6월 30일 지정                                              |      |
| 136호 |      | 참당암동종 (懺堂庵銅鐘)                                                                         | 전북 고창군 아산면 삼인리 605              | 선운사                       | 1992년 6월 15일 지정                                              |      |
| 137호 |      | 실상사동종 (實相寺銅鐘)                                                                         | 전북 남원시 산내면 입석리 50               | 실상사                       | 1992년 6월 20일 지정                                              |      |
| 138호 |      | 송광사동종 (松廣寺銅鐘)                                                                         | 전북 완주군 소양면 대흥리 569              | 송광사                       | 1992년 6월 20일 지정                                              |      |
| 139호 |      | 의금부도사김도언유물 (義禁府道事金道彦遺物)                                                     | 전북 정읍시 옹동면 비봉리 326              | 김용희                       | 1992년 6월 20일 지정                                              |      |
| 140호 |      | 부설전 (浮雪傳)                                                                                 | 전북 부안군 변산면 중계리 산96-1           | 월명암                       | 1992년 6월 20일 지정                                              |      |
| 141호 |      | 나주임씨절도공파종중유품 (羅州林氏節度公派宗中遺品)                                             | 전북 순창군 동계면 유산리 208              | 임순택                       | 1992년 6월 20일 지정                                              |      |
| 142호 |      | 신말주선생의십로계첩 (申末舟先生의十老契帖)                                                     | 전북 순창군 순창읍 가남리 534              | 신길수                       | 1992년 6월 20일 지정                                              |      |
| 143호 |      | 안성 강원도 관찰사 고신 왕지 (安省 江原道 觀察使 告身 王旨)                                     | 전북 장수군 산서면 오성리 544              | 안씨문중대표                 | 1993년 8월 31일 지정                                              |      |
| 144호 |      | 김복규.김기종효자정려비및정판 (金福奎.金箕鍾孝子旌閭碑및旌板)                                   | 전북 임실군 임실읍 정월리 561              | 김해김씨호은공파종중         | 1993년 8월 31일 지정                                              |      |
| 145호 |      | 임실이도리미륵불상 (任實二道里彌勒佛像)                                                         | 전북 임실군 임실읍 이도리 210-2            | 운수사                       | 1993년 8월 31일 지정                                              |      |
| 146호 |      | 원동향약 (源洞鄕約)                                                                             | 전북 남원시 주천면 장안리 242-1            | 조두현                       | 1994년 8월 10일 지정                                              |      |
| 147호 |      | 박세중가전고문서 (朴世重家傳古文書)                                                             | 전북 남원시 대강면 풍산리 207-1            | 밀양박씨무은공파종중         | 1995년 6월 20일 지정                                              |      |
| 148호 |      | 이용화백세영수첩 (李容華百歲榮壽帖)                                                             | 전북 남원시 송동면 송기리 258              | 이권기                       | 1995년 6월 20일 지정                                              |      |
| 149호 |      | 석정이정직유저유묵 (石亭李定稷遺著遺墨)                                                         | 전북 김제시 백산면 상정리 206              | 이종석                       | 1995년 6월 20일 지정                                              |      |
| 150호 |      | 상이암부도 (上耳庵浮屠)                                                                         | 전북 임실군 성수면 성수리 산85             | 상이암주지                   | 1995년 6월 20일 지정                                              |      |
| 151호 |      | 수운정 (睡雲亭)                                                                                 | 전북 임실군 신덕면 금정리 251-1            | 경주김씨계림공파종중         | 1995년 6월 20일 지정                                              |      |
| 152호 |      | 남원양씨종중문서 (南原楊氏宗中文書)                                                             | 전북 순창군 동계면 구미리 595, 810         | 양대우                       | 1995년 6월 20일 지정                                              |      |
| 153호 |      | 취석정 (醉石亭)                                                                                 | 전북 고창군 고창읍 화산리 249              | 광산김씨노계공파종중         | 1997년 7월 18일 지정                                              |      |
| 154호 |      | 문수사부도 (文殊寺 浮屠)                                                                        | 전북 고창군 고수면 은사리 산 190-1         | 문수사                       | 1997년 7월 18일 지정                                              |      |
| 155호 |      | 선운사사적기 (禪雲寺 事蹟記)                                                                    | 전북 고창군 아산면 삼인리 500번지          | 선운사                       | 1997년 7월 18일 지정                                              |      |
| 156호 |      | 청룡사관음보살좌상 (靑龍寺觀音普薩坐像)                                                         | 전북 김제시 금산면 금산리 산 4-1           | 조남근                       | 1997년 7월 18일 지정 2014년 9월 11일 해제, 보물 1833호로 승격     |      |
| 157호 |      | 무성리석불입상 (武城里石佛立像)                                                                 | 전북 정읍시 칠보면 무성리 434-1            | 김동술                       | 1998년 1월 9일 지정                                               |      |
| 158호 |      | 무성리삼층석탑 (武城里三層石塔)                                                                 | 전북 정읍시 칠보면 무성리 434-1            | 이용로                       | 1998년 1월 9일 지정                                               |      |
| 159호 |      | 소세양신도비 (蘇世讓神道碑)                                                                     | 전북 익산시 왕궁면 용화리 산33번지         | 진주소씨익산회종회           | 1998년 1월 9일 지정                                               |      |
| 160호 |      | 삼계강사계안 (三溪講舍契案)                                                                     | 전북 임실군 오수면 둔덕리 584번지          | 삼계강사회원                 | 1998년 1월 9일 지정                                               |      |
| 161호 |      | 경주김씨보판각 (慶州金氏譜板刻)                                                                 | 전북 남원시 향교동 1049-3                  | 경주김씨수은공파종중         | 1998년 11월 27일 지정                                             |      |
| 162호 |      | 여원치마애불상 (女院峙磨崖佛像)                                                                 | 전북 남원시 이백면 양가리 5-3              | .                            | 1998년 11월 27일 지정                                             |      |
| 163호 |      | 대곡리암각화 (大谷里岩刻畵)                                                                     | 전북 남원시 대산면 대곡리 401              | 황의갑                       | 1998년 11월 27일 지정                                             |      |
| 164호 |      | 금강반야경소론찬요조현록 (金剛般若經疏論纂要助顯錄)                                             | 전북 익산시 신용동 344-2 원광대학교        | .                            | 1998년 11월 27일 지정                                             |      |
| 165호 |      | 순평사금동여래좌상 (淳平寺金銅如來坐像)                                                         | 전북 순창군 순창읍 순화리 637              | 순평사 주지                  | 1998년 11월 27일 지정                                             |      |
| 166호 |      | 백장암보살좌상 (百丈庵菩薩坐像)                                                                 | 전북 남원시 산내면 대정리 975              | 백장암 주지                  | 1999년 4월 23일 지정                                              |      |
| 167호 |      | 정수사목조아미타여래삼존상 (靜水寺木造阿彌陀如來三尊像)                                         | 전북 완주군 상관면 마치리 137              | 정수사                       | 1999년 4월 23일 지정                                              |      |
| 168호 |      | 송광사명부전소조지장보살삼존상및권속상일괄 (松廣寺冥府殿塑造地藏菩薩三尊像및眷屬像一括)         | 전북 완주군 소양면 대흥리 569              | 송광사                       | 1999년 4월 23일 지정                                              |      |
| 169호 |      | 송광사오백나한전목조석가여래삼존상및권속상일괄 (松廣寺五百羅漢殿木造釋泇如來三尊像및眷屬像一括) | 전북 완주군 소양면 대흥리 569              | 송광사                       | 1999년 4월 23일 지정                                              |      |
| 170호 |      | 송광사목조삼전패 (松廣寺木造三殿牌)                                                             | 전북 완주군 소양면 대흥리 569              | 송광사                       | 1999년 4월 23일 지정                                              |      |
| 171호 |      | 용화사미륵불입상 (龍華寺彌勒佛立像)                                                             | 전북 부안군 행안면 역리 336-1              | 용화사주지(박재원)           | 1999년 7월 9일 지정                                               |      |
| 172호 |      | 송광사나한전 (松廣寺羅漢殿)                                                                     | 전북 완주군 소양면 대흥리 569-2외 1필지    | 송광사                       | 1999년 7월 9일 지정                                               |      |
| 173호 |      | 송광사금강문 (松廣寺金剛門)                                                                     | 전북 완주군 소양면 대흥리 569-2외 1필지    | 송광사                       | 1999년 7월 9일 지정                                               |      |
| 174호 |      | 청운사대혜보각선사서 (靑雲寺大慧普覺禪師書)                                                     | 전북 김제시 청하면 대청리 448-1            | 청운사                       | 1999년 11월 19일 지정                                             |      |
| 175호 |      | 문수사마애여래좌상 (文殊寺磨崖如來坐像)                                                         | 전북 김제시 황산동 6                       | .                            | 1999년 11월 19일 지정                                             |      |
| 176호 |      | 남궁찬묘석상 (南宮璨墓石像)                                                                     | 전북 익산시 성당면 갈산리 산70             | .                            | 1999년 11월 19일 지정                                             |      |
| 177호 |      | 문수사목조석가여래좌상 (文殊寺木造釋迦如來坐像)                                                 | 전북 김제시 황산동 6                       | 문수사                       | 2000년 3월 31일 지정                                              |      |
| 178호 |      | 문수사목조아미타여래좌상 (文殊寺木造阿彌陀如來坐像)                                             | 전북 김제시 황산동 6                       | 문수사                       | 2000년 3월 31일 지정                                              |      |
| 179호 |      | 개암사응진전16나한상 (開巖寺應眞殿16羅漢像)                                                     | 전북 부안군 상서면 감교리 714              | 개암사                       | 2000년 3월 31일 지정                                              |      |
| 180호 |      | 남원죽산박씨종가 (南原竹山朴氏宗家)                                                             | 전북 남원시 수지면 호곡리 270-1,274번지    | 박형기, 죽산박씨충현공파종중 | 2000년 6월 23일 지정                                              |      |
| 181호 |      | 흥복사대웅전목조삼존불좌상 (興福寺大雄殿木造三尊佛坐像)                                         | 전북 김제시 흥사동 263                     | 흥복사                       | 2000년 6월 23일 지정                                              |      |
| 182호 |      | 운선암마애여래상 (雲仙庵 磨崖如來像)                                                            | 전북 고창군 성송면 계당리 산27             | 운선암                       | 2000년 6월 23일 지정                                              |      |
| 183호 |      | 북고사목조아미타여래좌상 (北固寺木造阿彌陀如來坐像)                                             | 전북 무주군 무주읍 읍내리 520              | 북고사                       | 2000년 11월 17일 지정                                             |      |
| 184호 |      | 은적사석가여래삼존상 (隱寂寺釋迦如來三尊像)                                                     | 전북 군산시 소룡동 1332, 1332-1            | 은적사                       | 2000년 11월 17일 지정                                             |      |
| 185호 |      | 원광대소장건륭15년명감로탱화 (圓光大所藏乾隆十五年銘甘露幀畵)                                   | 전북 익산시 신용동 344-2 원광대학교 박물관 | 원광대학교                   | 2000년 11월 17일 지정                                             |      |
| 186호 |      | 원광대소장건륭29년명감로탱화 (圓光大所藏乾隆二十九年銘甘露幀畵)                                 | 전북 익산시 신용동 344-2 원광대학교 박물관 | 원광대학교                   | 2000년 11월 17일 지정, 2018년 6월 27일 해제, 보물 제1990호로 승격 |      |
| 187호 |      | 북고사신중탱화 (北固寺神衆幀畵)                                                                 | 전북 무주군 무주읍 읍내리 520              | 북고사                       | 2000년 11월 17일 지정                                             |      |
| 188호 |      | 숭림사보광전목조석가여래좌상 (崇林寺普光殿木造釋迦如來坐像)                                     | 전북 익산시 웅포면 송천리 5                | 숭림사                       | 2001년 4월 27일 지정                                              |      |
| 189호 |      | 숭림사영원전지장보살좌상및권속 (崇林寺靈源殿地藏菩薩坐像및眷屬)                                 | 전북 익산시 웅포면 송천리 5                | 숭림사                       | 2001년 4월 27일 지정                                              |      |
| 190호 |      | 혜봉원목조석가여래삼존상 (慧峰院木造釋迦如來三尊像)                                             | 전북 익산시 모현동 1가 719-1               | 혜봉원                       | 2001년 9월 21일 지정                                              |      |
| 191호 |      | 심곡사명부전지장보살좌상및권속 (深谷寺冥府殿地藏菩薩坐像및眷屬)                                 | 전북 익산시 낭산면 낭산리 176              | 심곡사                       | 2001년 9월 21일 지정                                              |      |
| 192호 |      | 심곡사칠층석탑 (深谷寺七層石塔)                                                                 | 전북 익산시 낭산면 낭산리 176              | 심곡사                       | 2001년 9월 21일 지정                                              |      |
| 193호 |      | 불주사목조관음보살좌상 (佛住寺木造觀音菩薩坐像)                                                 | 전북 군산시 나포면 장상리 838              | 불주사                       | 2002년 8월 2일 지정                                               |      |
| 194호 |      | 불주사목조아미타여래좌상 (佛住寺木造阿彌陀如來坐像)                                             | 전북 군산시 나포면 장상리 838              | 불주사                       | 2002년 8월 2일 지정                                               |      |
| 195호 |      | 정혜사석조보살입상 (定慧寺石造菩薩立像)                                                         | 전북 정읍시 연지동 148                     | 정혜사                       | 2002년 11월 15일 지정                                             |      |
| 196호 |      | 미륵사석불좌상 (彌勒寺石佛坐像)                                                                 | 전북 정읍시 상동 산32                      | 미륵사                       | 2002년 11월 15일 지정                                             |      |
| 197호 |      | 무송리석불좌상 (茂松里石佛坐像)                                                                 | 전북 고창군 성송면 무송리 산2              | 고창군                       | 2002년 11월 15일 지정                                             |      |
| 198호 |      | 관곡서원소장전적및고문서 (館谷書院所藏典籍및古文書)                                             | 전북 임실군 지사면 관기리 208              | 관곡서원                     | 2003년 5월 16일 지정                                              |      |
| 199호 |      | 견두산마애여래입상 (犬頭山磨崖如來立像)                                                         | 전북 남원시 수지면 고평리 산102-4          | 남원시                       | 2003년 5월 16일 지정                                              |      |
| 200호 |      | 이영춘가옥 (李永春家屋)                                                                         | 전북 군산시 개정동 413-11                  | 학교법인 경암학원            | 2003년 10월 31일 지정                                             |      |

## 참고 자료
- 전북도보 - '목차' - '문화재' 검색